# Jumper (filme)
Jumper (bra/prt: Jumper) é um filme canado-norte-americano de 2008, dos gêneros aventura, ficção científica, suspense e drama de ação, dirigido por Doug Liman, com roteiro baseado no livro homônimo de Steven Gould.

## Enredo
Quando o adolescente David Rice descobre ser um jumper, isto é, alguém que consegue se teletransportar para qualquer lugar e em qualquer tempo, ele passa a ser perseguido por uma organização secreta que caça jumpers. Então alia-se a outro jovem jumper e mergulha nessa guerra que já é travada há milhares de anos.

## Produção
Em 16 de novembro de 2005, foi anunciado que o diretor Doug Liman filmaria a adaptação do livro de Steven Gould para os cinemas. A New Regency, que financiava o projeto, planejava criar um trilogia a partir do filme. David Goyer escreveu a primeira versão do roteiro e Jim Uhls ficou responsável por reescrevê-lo. As filmagens estavam marcadas para o segundo trimestre de 2006.
Em 7 de abril de 2006, foi anunciado que Jamie Bell, Teresa Palmer e Tom Sturridge formariam o trio de protagonistas adolescentes. No dia 13 de julho foi anunciado que Samuel L. Jackson entrou para o elenco como o agente da Agência de Segurança Nacional que persegue o protagonista. Em 15 de agosto, após um aumento de orçamento do filme foi anunciado que Hayden Christensen entraria para o elenco como protagonista no lugar de Tom, Rachel Bilson no lugar de Teresa.
As filmagens do filme aconteceram entre 28 de agosto e 8 de dezembro de 2006. Os produtores conseguiram permissão para filmar no Coliseu durante três dias, sob severas condições para preservar o local, dentre elas, que nenhum equipamento fosse apoiado no chão do monumento histórico, e que as filmagens fosse feitas apenas por duas horas, duas vezes ao dia, a primeira no inicio do dia e a segunda no final da tarde, para que não atrapalhassem os turistas.

## Elenco

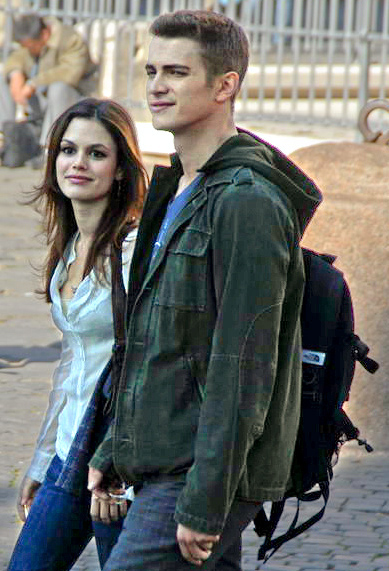
Rachel Bilson e Hayden Christensen no set de Jumper em Roma, novembro de 2006

| Ator               | Personagem                |
| ------------------ | ------------------------- |
| Hayden Christensen | David Rice                |
| Jamie Bell         | Griffin                   |
| Samuel L. Jackson  | Roland Cox                |
| Rachel Bilson      | Millie Harris             |
| Diane Lane         | Mary Rice                 |
| Michael Rooker     | William Rice              |
| Max Thieriot       | David Rice adolescente    |
| AnnaSophia Robb    | Millie Harris adolescente |
| Teddy Dunn         | Mark Kobold               |
| Jesse James        | Mark Kobold adolescente   |
| Kristen Stewart    | Sophie (camafeu)          |

## Recepção da crítica
No geral, o filme recebeu avaliação negativa dos críticos. O Rotten Tomatoes relatou que 16% dos críticos tiveram opiniões positivas com relação ao filme, baseado em 156 críticas - o consenso era: "um filme errático de ação com pouca coerência e efeitos especiais sem brilho". Por comparação, Metacritic, que atribui uma avaliação normalizada em 100 a partir de comentários críticos, calculou uma pontuação média de 35, baseado em 36 críticas. Marc Salov, do Austin Chronicle, chamou o filme de "... muito inteligente, partes divertidas, bem trabalhado pelo Liman, edição apertada, ação embalada em um feixe de ousadia". No USA Today, Claudia Puig afirmou que o filme é como "um voo de fantasia que nunca decolou inteiramente". Brian Lowry, da Variety, escreveu que Jumper é "inteligente, mas extremamente delgado". No The New York Times, o crítico Manohla Dargis descreveu Jumper como "um pouco coerente gênero misturado sobre um rapaz que pode se transportar à vontade por todo o globo", dizendo que "é difícil para quem está de fora saber quem merece a maior parte da culpa por este fracasso".

## Prêmios
| Ano  | Premiação                              | Categoria                         | Indicados                       | Resultado                   |
| ---- | -------------------------------------- | --------------------------------- | ------------------------------- | --------------------------- |
| 2008 | Teen Choice Awards                     | Melhor Atriz em Filme de Ação     | Rachel Bilson                   | Venceu[carece de fontes?]   |
| 2008 | Teen Choice Awards                     | Melhor Vilão                      | Samuel L. Jackson               | Indicado[carece de fontes?] |
| 2008 | MTV Movie Awards                       | Melhor Luta                       | Hayden Christensen e Jamie Bell | Indicado[carece de fontes?] |
| 2009 | ASCAP Film and Television Music Awards | Top Box Office Films              | John Powell                     | Venceu[carece de fontes?]   |
| 2009 | Saturn Award                           | Melhor Música                     | John Powell                     | Indicado[carece de fontes?] |
| 2009 | Saturn Award                           | Melhor Filme de Ficção Científica | Jumper                          | Indicado[carece de fontes?] |

## Trilha sonora
O score foi lançado em 19 de fevereiro de 2008, depois do lançamento do filme. Todas as faixas foram compostas por John Powell. A música foi acompanhada por Brett Weymark e executada pela The Sydney Scoring Orchestra.

### Faixas
1. "My Day So Far" -1:03
2. "Splash" -1:31
3. "First Jumps" - 1:37
4. "Bridges, Rules, Banking" - 3:25
5. "Surf's Up" - 1:12
6. "1000 Volts" - 3:48
7. "Roland Snoops" - 1:43
8. "You Hear Me Laughing" - 1:01
9. "Coliseum Tour" - 1:47
10. "Coliseum Fight" - 2:25
11. "Echo of Mom" - 0:50
12. "Airport Departure" - 1:58
13. "In Hospital" - 0:56
14. "It's Sayonara" - 0:57
15. "Race to Millie" - 1:25
16. "David Comes Clean" - 3:24
17. "Roland at the Lair" - 4:55
18. "Jumper vs. Jumper" - 2:18
19. "The Sacrifice" - 4:45
20. "A Head Start" - 1:43
21. "A Jump Off" - 1:36

## Possíveis sequências
Antes do lançamento do filme, Hayden Christensen refletiu sobre a possibilidade de uma ou mais sequências: "O filme foi definitivamente criado de uma forma que permitirá mais filmes, e Doug teve o cuidado de se certificar de que criou personagens que tem espaço para crescer".
Lucas Foster declarou, durante a produção do filme, "As ideias são tantas que realmente não poderiam se encaixar em, você sabe, um ou dois filmes. Elas precisavam evoluir durante um mínimo de três filmes. Então, planejamos a história ao longo de três filmes e a dividimos de um jeito que deixasse espaço para os outros dois".
No dia 17 de outubro de 2016, foi anunciado que o diretor Doug Liman responsável pelo filme Jumper, iria dirigir o piloto da série homônima que adapta o terceiro livro da saga de Steven Gould, Impulse, para o YouTube Premium. A série aborda a vida da filha dos personagens de Hayden Christensen e Rachel Bilson. Com roteiro de Jeff Lieber a série estreou em 6 de junho de 2018.